# Xã Newport, Quận Barton, Missouri
Xã Newport (tiếng Anh: Newport Township) là một xã thuộc quận Barton, tiểu bang Missouri, Hoa Kỳ. Năm 2010, dân số của xã này là 337 người.